# Engesland
Engesland is een plaats in fylke Agder in het zuiden van Noorwegen. Engesland maakte deel uit van de gemeente Vegusdal totdat deze in 1967 samen werd gevoegd met de gemeente Birkenes.
Sinds 1867 staat de kerk voor Vegusdal in Engesland. De houten kerk werd ontworpen door de architect Conrad Frederik von der Lippe, op verzoek van zijn vader, de toenmalige bisschop van Kristiansand Jacob von der Lippe.